# 松應寺 (岡崎市)
松應寺是位於愛知縣岡崎市松本町的淨土宗寺院，山名為能山，主要供奉對象是阿彌陀如來。

## 概述
1560年（永祿3年），德川家康為其父松平廣忠菩提以月光輪如為開山祖創建了这座寺院。據說，當家康看到親手栽種的松樹逐漸變綠並向東伸展時，他說：「它們是回應我祈禱的松樹。」这就是為什麽它被命名為「Shooji Temple」，即是松應寺。  
一種說法是松平廣忠於1549年3月6日（1549年4月3日）被其藩臣岩松八彌所殺，並在野見原火葬。
在慶長時代，由於家康對祖先的權威，與松平氏有關的寺廟和神社的地位得到提升。1602年6月14日，向能美須鄉村捐贈紅印地100石， 1605年廣忠逝世57周年之際，修建了松陵、參拜堂、鳥居、玉垣。最初，重建了淨聖寺、善法院、西光院、宗慶院、帝照院、輪渡庵、中元寺、傳祖庵等八座 。
慶長17年（1612年）1月7日，德川家康離開駿府城前往三河吉良狩獵。從十四日到數日，他在吉良整天都在放鷹，二十日才進入岡崎城。26日，家康參拜大樹寺。追悼會結束後，他捐獻了50兩銀子，随後又到松應寺舉行追悼會，同樣捐獻了50兩銀子。在名古屋城監督石牆和護城河的建設後，他於2月6日經岡崎返回駿府城
1623年，德川秀忠和德川家光在前往京都的途中參觀了本殿。
寬永10年（ 1633年）德川家光大興土木，次年寬永11年（1634年）受剛井凛二之命。1805年，太子堂建成。
1865年5月16日，第十四代將軍德川家茂離開江戶進行第二次長州征戰。同月入岡崎，參拜大樹寺時順道拜訪松應寺
1945年（昭和20年）7月20日，岡崎空襲，除了陵墓和太子堂外，一切都被摧毁了。1952年（昭和27年），現在的正殿完工。
附近破舊且空置房屋數量不斷增加，2011年，與當地居民和NPO一起啟動了「Shooji Yokocho Project」來解決這個問題。從同年7月開始，利用小巷和空置房屋每年舉辦幾次Shooji Yokocho Nigiwai市場。2012年9月30日，一家名為「松本仲見世亭」的餐廳在一家前日本餐廳的空置房屋中開業  。昔日的夜城變身為「白天城」，截至2018年（平成30年），12家傳統民居中有7家在營業，包括糕點店、輕食和雜貨店。 
本殿被選為2013年愛知三年展的場館之一。2013年10月27日（平成25年），最後一天，「到我們再次相見之日的閉幕式」 舉行。一位因愛知三年展而初次造訪此地的女子對這裡一見鐘情，並花了一年時間蓋起一座古老的民宅，最終這位女子在一條小巷裡開了一家糕點店 。

## 畫廊
- 境内
- 松平廣忠公御廟所
- 建設中的松平廣忠公御廟所
- 尾張徳川家創始人徳川義直（林羅山）捐贈的寺鐘
- 2013愛知三年展最後一天
- 松應寺横丁熱鬧的市集
- 松應寺横丁的咖啡館
- 作為 Shooji Yokocho 項目的一部分，後巷的空置房屋正在逐漸重生。

## 文化財產
以下財產已被指定爲市指定文化財產 。
2018年4月3日（平成30年），岡崎市教育委員會將以下「松平廣忠陵」的文化財產指定範圍擴大了20倍以上。最近的一項調查揭示了建築物的原始結構 。
2019年9月1日，「松平廣忠陵」被指定爲歷史名勝建築 。
2022年5月1日（令和4年），舉行了追悼會，以慶祝「松平廣忠陵」修復工作的完成。2015年9月因暴雨倒塌的60米長、1.8米高的土牆也得到修復  。
| 指定名稱                              | 種類     | 指定日期                  | 地點         |
| ------------------------------------- | -------- | ------------------------- | ------------ |
| 絹本彩繪十六羅漢像                    | 繪畫     | 1960年3月10日（昭和35年） | 正能寺       |
| 松平廣忠所用的落地桌                  | 工藝     | 1960年3月10日（昭和35年） | 岡崎市美術館 |
| 镰仓堀大香案                          | 工藝     | 1960年3月10日（昭和35年） | 正能寺       |
| Matsudaira Hirotada 使用的 Aogai 马鞍 | 工藝     | 1960年3月10日（昭和35年） | 岡崎市美術館 |
| 秋草设计素色莳绘纸盒                  | 工藝     | 1987年7月15日             | 正能寺       |
| 松平廣忠陵                            | 歷史景點 | 1962年6月15日             | 正能寺       |

## 不動所
- Mikawa 33 觀音聖地第5号

## 腳註
1. ↑  . 岡崎おでかけナビ. 岡崎市観光協会.   [2022-01-05]. （原始内容存档于2023-06-02）.
2. ↑  『岡崎 史跡と文化財めぐり』，第34頁.
3. ↑  . 新編岡崎市史編さん委員会. 1992-7-1: 123-124.
4. ↑  大樹寺の歴史，第49頁.
5. ↑  大樹寺の歴史，第89-91頁.
6. ↑  . 岡崎いいとこ風景ブログ. 岡崎市まちづくりデザイン課. 2012-10-02  [2022-10-02]. （原始内容存档于2022-10-06）.
7. ↑  . 中日新聞. 2022-10-02  [2022-10-02]. （原始内容存档于2022-10-07）.
8. ↑  細谷真里「昭和薫る横丁　出店いかが　岡崎・松應寺の空き家　あす初の内覧会」 『中日新聞』2018年10月20日付朝刊、西三河版、21面。
9. ↑  .   [2023-05-23]. （原始内容存档于2018-10-21）.
10. ↑  . 岡崎経済新聞. 2013-10-28  [2013-12-13]. （原始内容存档于2023-04-06）.
11. ↑  . 東海テレビ. 2020-09-09  [2021-08-27]. （原始内容存档于2021-10-22）.
12. ↑  . 岡崎市ホームページ. 2020-09-08  [2021-07-19]. （原始内容存档于2023-05-07）.
13. ↑  森田真奈子「家康の父・広忠廟所　文化財指定の範囲拡大」 『中日新聞』2018年4月5日付朝刊、西三河版、18面。
14. ↑  . 東海愛知新聞. 2019-09-01  [2019-09-24]. （原始内容存档于2019-09-25）.
15. ↑  . 東海愛知新聞. 2022-05-03  [2022-05-11]. （原始内容存档于2023-05-25）.
16. ↑   (PDF). 岡崎信用金庫.   [2023-04-11]. （原始内容存档 (PDF)于2023-06-18）.
17. ↑  岡崎市の「指定文化財目録」や『新編 岡崎市史』などでは「松応寺」と表記されている。